# نائب رئيس جمهورية العراق
نائب رئيس جمهورية العراق هو منصب سياسي سابق في العراق ينوب فيه شاغل هذا المنصب مكان رئيس الجمهورية في حال غيابه. حسب (المادة 66) من الدستور العراقي فإن الدستور أجاز للرئيس اختيار نائب له أو أكثر.
يحل نائب رئيس الجمهورية محل رئيس الجمهورية عند خلو منصبه لاي سببٍ كان، وعلى مجلس النواب انتخاب رئيس جديد، خلال مدةٍ لا تتجاوز ثلاثين يوماً من تأريخ الخلو.
ألغي هذا المنصب ضمن حزمة الاصلاحات الحكومية التي قدمها رئيس الوزراء حيدر العبادي ووافق مجلس النواب العراقي عليها في 11 أغسطس 2015 . والتي كانت إحدى بنودها إلغاء هذا المنصب.

## نواب رئيس الجمهورية الذين كانوا في المنصب حين إلغائه
- نوري المالكي
- إياد علاوي
- أسامة النجيفي

## قائمة بنواب رئيس جمهورية العراق
| التاريخ                        | نائب الرئيس   | في عهد الرئيس |
| ------------------------------ | ------------- | ------------- |
| 9 سبتمبر 2014 - 11 اغسطس 2015  | نوري المالكي  | فؤاد معصوم    |
| 8 سبتمبر 2014 - 11 اغسطس 2015  | إياد علاوي    | فؤاد معصوم    |
| 8 سبتمبر 2014 - 11 اغسطس 2015  | أسامة النجيفي | فؤاد معصوم    |
| 22 نيسان 2006 – 30 ديسمبر 2013 | طارق الهاشمي  | جلال طالباني  |